# Pedro Pablo Areso Aramburu
Pedro Pablo Areso Aramburu (Ordizia, 29 de juny de 1911 - Buenos Aires, 1 de desembre de 2002) fou un futbolista basc de les dècades de 1930 i 1940 i posteriorment entrenador.
Després de jugar alguns anys a equips del País Basc va passar al Reial Múrcia CF el 1931 i el 1932 al Reial Betis, on va aconseguir els seus majors èxits esportius, formant una destacada parella defensiva al costat de Serafín Aedo. A l'equip andalús guanyà el títol de lliga de la temporada 1934-35 i va debutar amb la selecció espanyola el 1935 enfront França. L'estiu de 1935 va fitxar pel FC Barcelona, però el començament de la Guerra Civil va trencar la seva carrera, passant el 1937 a formar part de la selecció de futbol del País Basc, que va jugar diversos partits primer per Europa i posteriorment per Amèrica. A continuació jugà amb diferents equips del continent americà fins seva retirada com a jugador. Va jugar amb la selecció espanyola en tres ocasions. Va debutar el gener de 1935 davant la selecció de França (2-0) i va jugar posteriorment contra Portugal (3-3) i Alemanya (1-2).
El 1945, va iniciar la seva carrera com a entrenador que va exercir a Portugal, Veneçuela, Argentina, Xile i Espanya. A Xile va guanyar la Copa amb el Club de Deportes La Serena. El 1963 fou contractat pel Reial Club Esportiu Espanyol on formà tàndem amb Alejandro Scopelli, però a causa dels mals resultats no finalitzà la temporada.